# U-Bahnhof Louis-Lewin-Straße

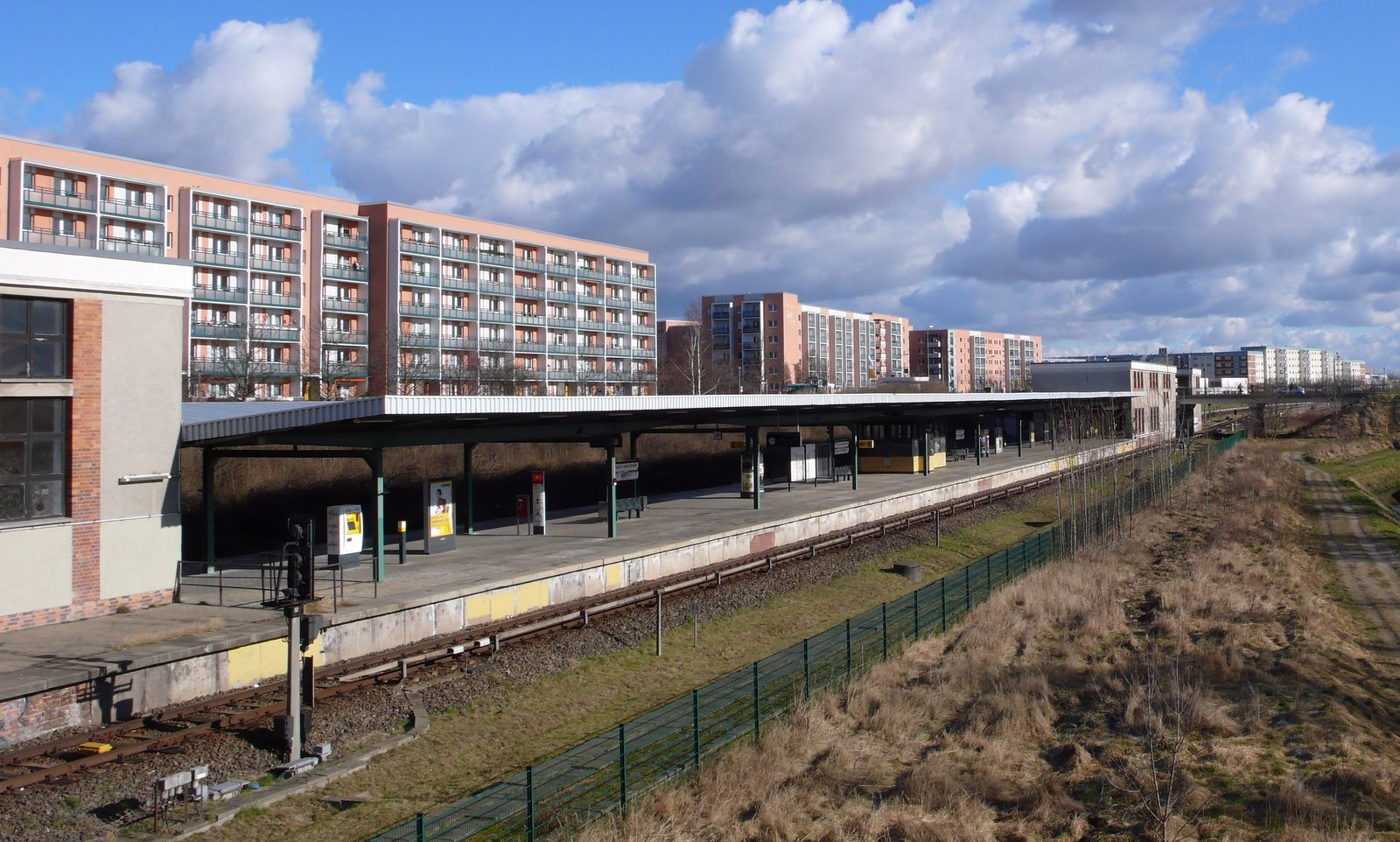
Bahnhofseingang an der Weißenfelser Straße (links)

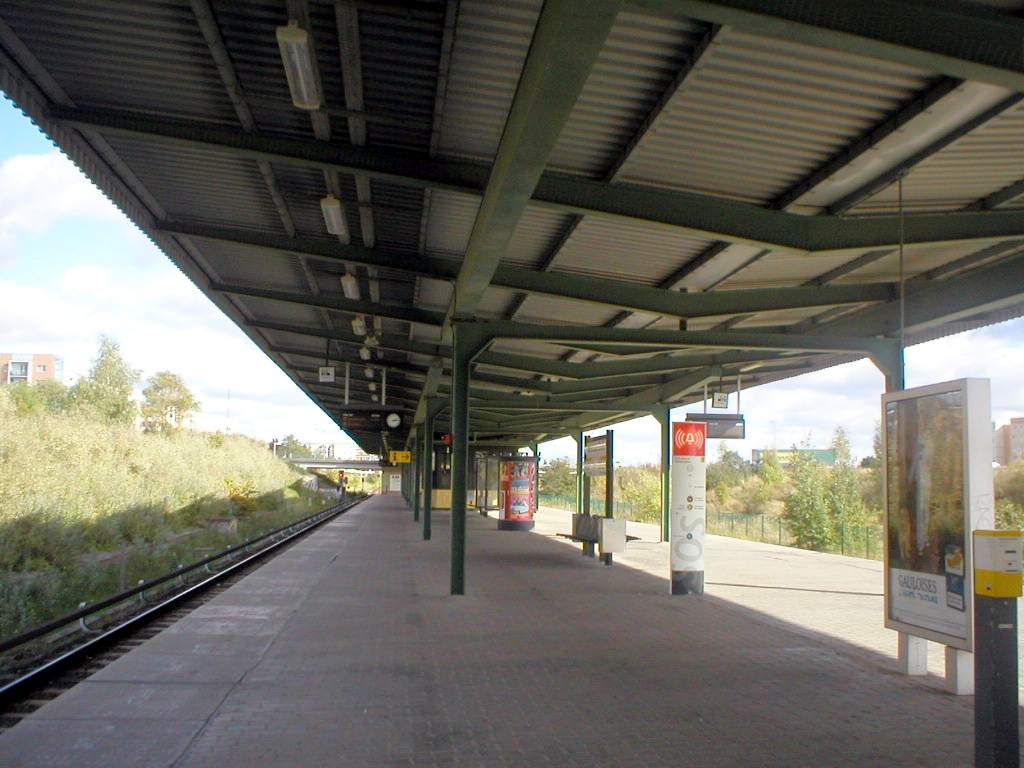
U-Bahnhof Louis-Lewin-Straße

Der U-Bahnhof Louis-Lewin-Straße ist eine Station der Berliner U-Bahn-Linie U5 im Berliner Ortsteil Hellersdorf. Der Bahnhof ist 837 Meter vom U-Bahnhof Hellersdorf und 1025 Meter vom U-Bahnhof Hönow entfernt. Er wird BVG-intern unter dem Kürzel LL geführt. Zusammen mit acht weiteren Bahnhöfen auf der Linie U5 wurde der Bahnhof Louis-Lewin-Straße im November 2023 unter Denkmalschutz gestellt.

## Geschichte und Bauwerk
Der U-Bahnhof wurde im Rahmen der Verlängerung der damaligen Linie E nach Hönow gebaut und am 1. Juli 1989 eröffnet. Zu dieser Zeit lagen Hönow und damit auch der Bahnhof außerhalb Berlins im DDR-Bezirk Frankfurt (Oder), heute gehören beide zum Bezirk Marzahn-Hellersdorf.
Zunächst war als Stationsbezeichnung Hönow-West vorgesehen. Zur Eröffnung gab jedoch die benachbarte Paul-Verner-Straße (heute: Louis-Lewin-Straße) den Namen, die am 2. Oktober 1991 in Louis-Lewin-Straße umbenannt wurde.
Die Station besitzt, wie die anderen Bahnhöfe dieses Streckenteils, einen überdachten Mittelbahnsteig und liegt auf Geländeniveau. Die Kennfarbe des Bahnhofs ist Grün.
Laut Angaben der Senatsverwaltung für Verkehr ist der Einbau eines Aufzuges erst nach 2030 geplant, im August 2024 befand sich die Planung im Status der Standortprüfung des geplanten Aufzuges.

## Anbindung
Es bestehen Umsteigemöglichkeiten zur Omnibuslinie 195.
| Linie | Verlauf |
| ----- | --- |
|       | Hauptbahnhof – Bundestag – Brandenburger Tor – Unter den Linden – Museumsinsel – Rotes Rathaus – Alexanderplatz – Schillingstraße – Strausberger Platz – Weberwiese – Frankfurter Tor – Samariterstraße – Frankfurter Allee – Magdalenenstraße – Lichtenberg – Friedrichsfelde – Tierpark – Biesdorf-Süd – Elsterwerdaer Platz – Wuhletal – Kaulsdorf-Nord – Kienberg (Gärten der Welt) – Cottbusser Platz – Hellersdorf – Louis-Lewin-Straße – Hönow |